# Junghuhnia meridionalis
Junghuhnia meridionalis är en svampart som först beskrevs av Rajchenb., och fick sitt nu gällande namn av Rajchenb. 2003. Junghuhnia meridionalis ingår i släktet Junghuhnia och familjen Meruliaceae.   Inga underarter finns listade i Catalogue of Life.